# 李浑 (泾阳县男)
李浑（?—?），字季初，赵郡柏人（今河北隆尧西）人，李灵曾孙。
北魏末年为给事中，当时四方多事，李浑于是称病，自求为青州征东府司马，携母亲妻子全家避居青州。不久之后，爆发河阴之变。魏孝庄帝永安初年，担任散骑常侍。魏节闵帝普泰年间，担任征东将军、都官尚书。东魏时，出使南梁。得到梁武帝萧衍赞赏，回国后为东郡太守，贪污被弹劾，于是征还。北齐取代东魏，李浑参定禅代礼仪，齐文宣帝将他赐爵泾阳县男，位太子少保。参与删定《麟趾格》。后为海州刺史，纵容小妾郭氏贪污干政，免官。在邺城去世。

## 延伸阅读
[在维基数据编辑]
 《北齊書·卷29》，出自李百药《北齊書》